# 薩默菲爾德 (路易斯安那州)
薩默菲爾德（英語：Summerfield）是位於美國路易斯安那州克萊本堂區的一個非建制地區。

## 地理
薩默菲爾德所處的海拔為高於海平面70米（即230英呎），而該地所採用的時區為UTC-6，即北美中部時區（CST）。同時該地設有夏令時間，為UTC-6調快一小時，即UTC-5（CDT）。